# Nordisk grund
Nordisk grund för frihet och social rättvisa var en politisk förening som bildades 1968 i Helsingfors.
Nordisk grund var en högerfraktion inom Svenska folkpartiet, grupperad kring riksdagsman Georg C. Ehrnrooth, med främsta syfte att motarbeta Urho Kekkonen och den så kallade K-linjen inom finländsk inrikespolitik. Nordisk grund bildade 1973 tillsammans med delar av Samlingspartiets högerflygel Konstitutionella folkpartiet, sedermera kallat Konstitutionella högerpartiet.